# Óscar Whalley
Óscar Alexander Whalley Guardado (Saragozza, 29 marzo 1994) è un calciatore spagnolo, portiere del Guadalajara.